# Championnat de RDA de football 1949
Navigation
Ostzonen-
meisterschaft 1948 DDR-Oberliga
1949-1950
La saison 1949 du Championnat de RDA de football était la 2e édition du championnat de première division en RDA ou plutôt de la zone d'occupation soviétique (en allemand : Ostzonenmeisterschaft). Deux clubs de chacun des 5 Länder participent à ce championnat : le champion et le vice-champion.
C'est le SG Union Halle qui remporte la compétition en s'imposant en finale face au Fortuna Erfurt. C'est le premier titre de champion de RDA de l'histoire du club. Le tenant du titre, le SG Planitz, n'a pas pu défendre son titre puisqu'il n'a pas réussi à se qualifier par le biais des compétitions régionales.

## Les 10 clubs participants
| - Land de Brandebourg : - SG Babelsberg - BSG "Franz-Mehring" Marga - Land de Mecklembourg-Poméranie-Occidentale : - SG Wismar-Süd - SG Schwerin - Land de Saxe : - SG Dresden-Friedrichstadt - BSG Einheit Meerane - Land de Saxe-Anhalt : - SG Union Halle - Eintracht Stendal - Land de Thuringe : - Fortuna Erfurt - SG Altenburg-Nord |

## Compétition

### Tour préliminaire
| 8 mai 1949 | BSG "Franz-Mehring" Marga | 2 – 0 | SG Schwerin | Cottbus              |
|            |                           |       |             | Spectateurs : 10 000 |

| 8 mai 1949 | Eintracht Stendal | 4 – 3 | SG Altenburg-Nord | Planitz             |
|            |                   |       |                   | Spectateurs : 9 000 |

### Quarts de finale
| 26 mai 1949 | SG Meerane | 3 – 1 | SG Babelsberg | Brandebourg-sur-la-Havel |
|             |            |       |               | Spectateurs : 9 000      |

| 26 mai 1949 | Eintracht Stendal | 4 – 0 | BSG "Franz-Mehring" Marga | Dessau              |
|             |                   |       |                           | Spectateurs : 7 000 |

| 29 mai 1949 | Fortuna Erfurt | 10 – 0 | SG Wismar-Süd | Iéna                 |
|             |                |        |               | Spectateurs : 10 000 |

| 26 mai 1949 | SG Union Halle | 2 – 1 | SG Friedrichstadt Dresden | Kurt-Webbel-Stadion, Halle |
|             |                |       |                           | Spectateurs : 20 000       |

### Demi-finales
| 12 juin 1948 | SG Union Halle | 3 – 0 | Eintracht Stendal | Kurt-Wabbel-Stadion, Halle |
|              |                |       |                   | Spectateurs : 20 000       |

| 12 juin 1949 | Fortuna Erfurt | 4 – 3 ap | SG Meerane | Großkampfbahn, Chemnitz |
|              |                |          |            | Spectateurs : 25 000    |

### Finale
| 26 juin 1949 | SG Union Halle                                     | 4 – 1 | Fortuna Erfurt | Heinz-Steyer Stadion, Dresde                    |                                                 |
|              | Rappsilber 13e, 71e · Theile 48e · Werkmeister 64e |       | Schmidt 77e    | Spectateurs : 50 000 Arbitrage : Gerhard Schulz | Spectateurs : 50 000 Arbitrage : Gerhard Schulz |

## Bilan de la saison
| Championnat de RDA de football 1949 |                            |
| Champion                            | SG Union Halle (1er titre) |
| Coupes et trophées                  |                            |
| Vainqueur de la Coupe de RDA 1949   | Waggonbau Dessau           |
| Promotions et relégations           |                            |
| Promus en Ostzonenmeisterschaft     | Aucun                      |
| Relégués en DDR-Liga                | Aucun                      |